# اوندژی وتخی
اوندژِی وِتخی (چکی: Ondřej Vetchý؛ زادهٔ ۱۶ مهٔ ۱۹۶۲) بازیگر اهل جمهوری چک است. وی از سال ۱۹۷۸ میلادی تاکنون مشغول فعالیت بوده است. او عضو باشگاه تئاتر در پراگ است.
از فیلم‌ها یا برنامه‌های تلویزیونی که وی در آن نقش داشته است، می‌توان به محاکمه، لیگ محلی، زنان فراری و کلیا اشاره کرد.